# Flughafen Curitiba

i7
i11
i13
Der Flughafen Curitiba (portugiesisch Aeroporto Internacional Afonso Pena, IATA-Code: CWB, ICAO-Code: SBCT) ist ein internationaler Verkehrsflughafen von Curitiba in Brasilien. Namensgeber ist der ehemalige brasilianische Politiker Afonso Augusto Moreira Pena, der von 1906 bis 1909 als Präsident amtierte. Betreiber ist der staatliche Flughafenbetreiber Infraero. Der Flughafen liegt in der Stadt São José dos Pinhais und grenzt südlich an Curitiba an. Er ist nicht zu verwechseln mit dem kleineren, 15 Kilometer nordnordwestlich mitten in der Stadt gelegenen Flughafen Bacacheri.

## Fluggesellschaften und Ziele
Hauptsächlich wird der Flughafen von den drei großen brasilianischen Fluggesellschaften Azul Linhas Aéreas, Gol Linhas Aéreas und LATAM Brasil angeflogen, die Curitiba  mit allen großen Städten des Landes verbinden. Die einzigen internationalen Destinationen werden durch Aerolíneas Argentinas und Paranair bedient.

## Navigationshilfen
Der Tower (TWR) sendet und empfängt auf der Frequenz 118.55 MHz. Der Flughafen verfügt über verschiedene Navigationshilfen. Die Start- und Landebahn 15/33 verfügt über ein Instrumentenlandesystem (ILS).
Das ungerichtete Funkfeuer (NDB) sendet auf der Frequenz 255 kHz mit der Kennung PNH. Das Drehfunkfeuer (VOR) sendet auf Frequenz 116,5 MHz mit der Kennung CTB. Ein Distance Measuring Equipment (DME) ist vorhanden.

## Verkehrszahlen
| Jahr | Fluggastaufkommen | Fluggastaufkommen | Fluggastaufkommen | Fluggastaufkommen | Fluggastaufkommen | Fluggastaufkommen | Luftfracht (Tonnen) (mit Luftpost) | Luftfracht (Tonnen) (mit Luftpost) | Flugbewegungen | Flugbewegungen |
| Jahr | National          | National          | International     | International     | Gesamt            | Gesamt            | Luftfracht (Tonnen) (mit Luftpost) | Luftfracht (Tonnen) (mit Luftpost) | Flugbewegungen | Flugbewegungen |
| ---- | ----------------- | ----------------- | ----------------- | ----------------- | ----------------- | ----------------- | ---------------------------------- | ---------------------------------- | -------------- | -------------- |
| 2018 | 6.231.787         | 0–6,50 %          | 78.626            | 0+37,69 %         | 6.310.413         | 0–6,12 %          | 39.140                             | +12,83 %                           | 64.683         | 0–4,11 %       |
| 2017 | 6.664.954         | 0+5,14 %          | 57.104            | 0+21,80 %         | 6.722.058         | 0+5,27 %          | 34.690                             | +13,72 %                           | 67.457         | 0+1,61 %       |
| 2016 | 6.338.953         | –10,78 %          | 46.885            | 0–64,23 %         | 6.385.838         | –11,74 %          | 30.504                             | 0–7,48 %                           | 66.386         | –12,33 %       |
| 2015 | 7.104.567         | 0–1,71 %          | 131.067           | 0–11,69 %         | 7.235.634         | 0–1,91 %          | 32.969                             | –16,15 %                           | 75.722         | 0–3,49 %       |
| 2014 | 7.228.326         | 0+8,17 %          | 148.417           | +147,27 %         | 7.376.743         | 0+9,41 %          | 39.320                             | –11,42 %                           | 78.790         | 0–4,44 %       |
| 2013 | 6.682.110         | 0–0,83 %          | 60.023            | 0–33,50 %         | 6.742.133         | 0–1,26 %          | 44.391                             | –14,19 %                           | 82.455         | 0–7,26 %       |
| 2012 | 6.738.071         | 0–1,83 %          | 90.263            | 0–14,74 %         | 6.828.334         | 0–2,03 %          | 51.732                             | +13,26 %                           | 88.909         | 0–5,56 %       |
| 2011 | 6.863.616         | +21,02 %          | 105.868           | 00+2,44 %         | 6.969.484         | +20,69 %          | 45.676                             | +39,59 %                           | 94.143         | 0+6,72 %       |
| 2010 | 5.671.273         | 5.671.273         | 103.342           | 103.342           | 5.774.615         | +18,97 %          | 32.722                             | +44,76 %                           | 88.217         | +10,25 %       |
| 2009 | -                 | -                 | -                 | -                 | 4.853.733         | +13,37 %          | 22.604                             | –13,30 %                           | 80.017         | +15,84 %       |
| 2008 | -                 | -                 | -                 | -                 | 4.281.354         | 0+9,57 %          | 26.072                             | +11,79 %                           | 69.076         | +10,41 %       |
| 2007 | -                 | -                 | -                 | -                 | 3.907.275         | +10,60 %          | 23.322                             | 0+7,44 %                           | 62.563         | 0+9,89 %       |
| 2006 | -                 | -                 | -                 | -                 | 3.532.879         | 3.532.879         | 21.706                             | 21.706                             | 56.934         | 56.934         |

1. ↑  Ab 2010 wird auch Transitfracht berücksichtigt.

## Zwischenfälle
Laut dem Aviation Safety Network sind drei tödliche Unfälle in der Nähe des Flughafens bekannt.
- Am 16. Juni 1958 verunglückte eine Convair CV-440-59 der brasilianischen Cruzeiro do Sul (Luftfahrzeugkennzeichen PP-CEP) im Anflug auf den Flughafen Curitiba. Das Flugzeug wurde durch sehr starke Fallböen zu Boden gedrückt. Von den 26 Insassen kamen alle 5 Besatzungsmitglieder sowie 16 der 21 Passagiere ums Leben.[7]

- Am 3. November 1967 wurde eine Handley Page HPR-7 Herald 214 der Sadia Transportes Aéreos (PP-SDJ) im Anflug auf den Flughafen Curitiba 25 Kilometer östlich davon in einen Berg geflogen. Bei diesem CFIT (Controlled flight into terrain) wurden 21 der 25 Insassen getötet. Ursache war ein fehlerhafter Instrumentenlandeanflug.[8]

- Am 22. August 2007 verunglückte eine Embraer 110P1 Bandeirante (PT-SDB) nach dem Start. Alle zwei Insassen kamen ums Leben.[9]